# Chiesa di San Francesco (L'Aquila)
La chiesa di San Francesco, detta anche chiesa di San Francesco a Palazzo, era una chiesa dell'Aquila, oggi scomparsa, situata nel quarto di Santa Maria.

## Storia
L'edificazione di una chiesa di riferimento dei francescani in città è documentata sin dai primissimi anni successivi alla fondazione dell'Aquila, nella seconda metà del XIII secolo. La chiesa era situata nel locale di Machilone — dividendo lo spazio con la piccola chiesa di Santa Maria ad Civitatem —, orientata parallelamente all'attuale corso Umberto I e con la facciata rivolta sulla piazza del Palazzo; per questo motivo era anche citata come San Francesco a Palazzo. L'edificio era in stile romanico con un impianto a tre navate.

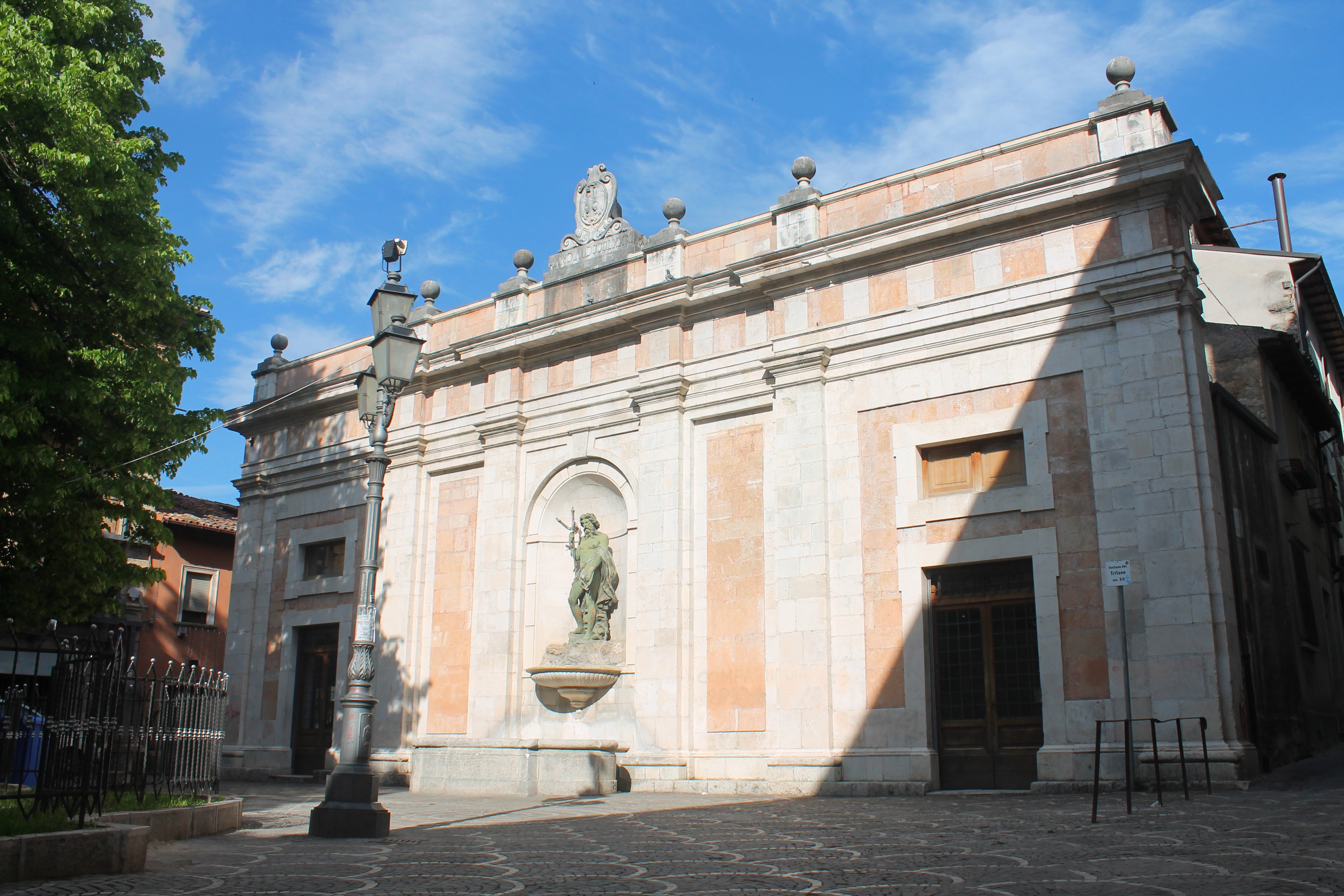
Ricostruzione di parte della facciata su fabbricato in piazza Regina Margherita.

Nel 1444 l'adiacente convento − che occupava una vasta porzione a sud-est della chiesa − ospitò Bernardino da Siena, giunto in città su invito del cardinale Amico Agnifili.  Il predicatore morì il 20 maggio nella camera in cui soggiornava, all'ultimo piano del monastero, e le sue spoglie vennero immediatamente trasferite nella chiesa di San Francesco. Successivamente, su pressione di Giovanni da Capestrano si decise di realizzare una più grande basilica in onore di Bernardino; il corpo del Santo vi venne traslato nel 1472.
Qui furono sepolti anche Francesco da Montereale, pittore, morto nel 1541, e Francesco De Marchi, primo scalatore del Gran Sasso d'Italia, morto nel 1576. La chiesa ospitava anche una cappella della famiglia Vastarini Cresi.
L'edificio subì gravi danni dal terremoto dell'Aquila del 1703 e venne radicalmente riedificata tra il 1705 e il 1722. Nel 1879 venne distrutta per far posto al Palazzo del Convitto (1879-1893); il convento, compresa la camera di San Bernardino, rimase in piedi venendo inglobato nei locali della biblioteca provinciale Salvatore Tommasi e dell'attiguo liceo. Dopo la demolizione, parte della facciata di San Francesco venne parzialmente ricostruita in piazza Regina Margherita, dove oggi è la fontana del Nettuno.